# Alestorm
Alestorm é uma banda de power/folk metal formada em Perth, Escócia, originalmente com o nome de Battleheart, em 2004. Suas músicas são caracterizadas por usar como temática histórias de piratas, razão pela qual eles descrevem seu estilo como "True Scottish Pirate Metal" (Verdadeiro metal pirata escocês). O primeiro álbum da banda foi lançado em 25 de Janeiro de 2008, intitulado Captain Morgan's Revenge.

## Biografia
Originalmente a banda consistia de dois integrantes, Gavin Harper e Stacey Shipman, que gravaram o seu primeiro EP independente (Battleheart) em 2006. Logo após o lançamento de seu EP, o baixista Dani Evans e o baterista Doug Swierczek entraram para a banda. Battleheart realizou seu primeiro show ao vivo somente após 5 dias de conhecerem seus novos integrantes.
O seu segundo EP (Terror on the High Seas) foi gravado no mesmo ano de 2006, agora com Dani Evans gravando o baixo, porém a bateria ainda era programada. Mais tarde no mesmo ano, a música "Set Sail And Conquer" de seu EP foi colocada no CD "Battle Metal V" da revista de heavy metal europeia Metal Hammer, junto com outras bandas como Týr, Hammerfall, Firewind e Blind Guardian.
No começo de 2007, o baterista Doug Swierczek saiu da banda por motivos pessoais e foi substituído por Ian Wilson, da banda Catharist. Mais tarde, a banda mudou de nome para Alestorm, depois de ser contratada pela produtora Napalm Records. Seu álbum debut "Captain Morgan's Revenge" foi lançado em 2008. Sua música Captain Morgan's Revenge também foi colocada no CD "Battle Metal VI".
Em abril de 2008, o single "Heavy Metal Pirates" foi publicado para download. Ian Wilson saiu da banda em junho, não podendo ser rapidamente substituído, e foi temporariamente colocado em seu lugar o baterista Alex Tabisz. Em agosto desse mesmo ano, Wilson retornou para a banda a tempo de participar dos shows em Ivory Blacks e em Glasgow no dia 29 de agosto.
Em setembro de 2008, foi anunciado que o guitarrista Gavin Harper tinha deixado a banda, alegando não estar mais tão entusiasmado como no começo quando a banda fora criada. Após um curto período, o baixista Dani Evans trocou de instrumentos e assumiu como guitarrista. No lugar de Evans, Gareth Murdock assumiu o baixo na banda.
Em abril de 2015, o guitarrista Dani Evans decidiu sair por motivos profissionais e pessoais segundo o que diz em sua página pessoal no Facebook. Porém, para dar suporte à banda durante os shows posteriores à saída de Evans, entrou em seu lugar o guitarrista da banda Wisdom, Máté Bodor.

## Integrantes
| Formação atual - Christopher Bowes - Vocal e Teclados (2004–presente) - Gareth Murdock - Baixo (2008–presente) - Peter Alcorn - Bateria (2010–presente) - Elliot "Windrider" Vernon - Teclados (2011–presente) - Máté Bodor – Guitarra (2015–presente) | Antigos membros - Stuart Finnie – baixo (2004) - Tom Mitchell – guitarra (2004) - Gavin Harper – Guitarra, backing vocals (2004–2008) - Graham Motion – bateria (2004–2006) - Robin Hellier – Voz (2004-2006) - Jason Heeney – baixo (2004–2006) - Dani Evans – Baixo (2006–2008), guitarra (2008– 2015) - Doug Swierczek – Bateria (2006–2007) - Ian Wilson – Bateria (2007–2008, 2008–2010) - Tim Shaw – Guitarra, backing vocals (2008) - Alex Tabisz – Bateria (2008) |

Linha do tempo

## Discografia

### Álbuns
- 2008 - Captain Morgan's Revenge
- 2009 - Black Sails at Midnight
- 2011 - Back Through Time
- 2014 - Sunset on the Golden Age
- 2017 - No Grave But the Sea
- 2020 - Curse Of The Crystal Coconut
- 2022 - Seventh Rum of a Seventh Rum

### EP's
- 2006 - Battleheart
- 2006 - Terror on the High Seas
- 2008 - Leviathan

### Single
- 2008 - Heavy Metal Pirates
- 2013 - In The Navy
- 2017 - Alestorm

## Selo
- Napalm Records